# 阿部七絵
阿部 七絵（あべ ななえ、1984年7月2日 - ）は、日本の元女性子役、芸能マネージャー。

## 略歴
Sugar&Spiceに所属し子役として活躍。その後、ムーン・ザ・チャイルドに移籍。学業優先のため引退。
大学卒業後、ホリプロに入社しマネージメント事業部に所属。2015年には第40回ホリプロタレントスカウトキャラバンの実行委員長を務めた。

## 出演

### テレビドラマ
- 妻たちの劇場 ママたちの受験戦争（1991年9月23日 - 1991年11月1日、フジテレビ） - デビュー作

### その他のテレビ番組
- ポンキッキーズ「SUPER P-GAME」（1994年8月1日、フジテレビ）
- 天才てれびくん（NHK教育テレビ）
  - ポコ・ア・ポコ「デビルポコを倒せ!」（1994年9月21日）
  - レギュラー出演（1995年4月24日 - 1998年4月3日） -  てれび戦士
- 決め方TV「芸名の決め方」（2015年11月3日、テレビ朝日）

### CM
- さざなみちらし堂（1991年）
- バンダイ 毎日がビーズ（1996年）

## 書籍
- Prolog Vol.9（1997年1月7日）